# پارک ملی ایویندو
پارک ملی ایویندو (به انگلیسی: Ivindo National Park) در ماکوکو، گابن قرار دارد. پارک ملی ایویندو از آثار میراث جهانی است که در سال ۲۰۲۱ به عنوان یک اثر طبیعی با شماره ثبت ۱۶۵۳ در فهرست میراث جهانی یونسکو ثبت گردید.

## ثبت جهانی
این اثر در چهل و چهارمین نشست سازمان یونسکو به میزبانی چین با شماره ثبت ۱۶۵۳ ثبت جهانی شد.